# Paul Franchimont
Le baron Paul Franchimont, né en 1934 et mort le 9 août 1994, est un médecin belge.
Biochimiste et professeur de rhumatologie et d'endocrinologie de la reproduction à l'université de Liège, il a porté la discipline de la radio-immunologie à un sommet remarquable.
À 30 ans, il publie ses travaux sur l'hormone de croissance. Il fait passer l'inhibine au domaine de la réalité endocrinologique. Il participe à la révolution des cybernines et à l'établissement du rôle de la paracrinie et de l'autocrinie dans les mécanismes hormonaux.
À la fin des années 1980, il crée le Fonds de la Recherche Facultaire, à partir de prélèvements effectués sur les honoraires médicaux. En 1984, il devient doyen de la Faculté de médecine à Liège et prend en 1985 la conduite du Centre hospitalier universitaire de Liège au Sart Tilman.
Il reçoit le titre de baron du roi Baudouin Ier de Belgique en 1990.